# شهرستان لوزرن (پنسیلوانیا)
شهرستان لوزرن، پنسیلوانیا (به انگلیسی: Luzerne County, Pennsylvania) شهرستانی در ایالات متحده آمریکا است که در پنسیلوانیا واقع شده‌است.

## خصوصیات
شهرستان لوزرن ۲٬۳۴۹٫۱۳ کیلومترمربع مساحت دارد.